# Blue Jay (film)
Blue Jay – amerykański film fabularny z 2016 roku, którego scenarzystą jest Mark Duplass, a reżyserem Alex Lehmann. Jest to fabularny debiut reżyserski Lehmanna. W filmie w rolach głównych wystąpili Duplass oraz Sarah Paulson. Aktorzy zagrali niegdyś zakochaną w sobie parę, która po latach spotyka się w supermarkecie. Światowa premiera projektu miała miejsce podczas Międzynarodowego Festiwalu Filmowego w Toronto 12 września 2016. Obraz został pozytywnie oceniony przez krytyków, był też nominowany do nagrody Pinkenson w trakcie festiwalu w Filadelfii.

## Obsada
- Mark Duplass − Jim
- Sarah Paulson − Amanda
- Clu Gulager − Waynie, pracownik sklepu alkoholowego

## Wydanie
Światowa premiera Blue Jay odbyła się 12 września 2016 roku w trakcie 41. Międzynarodowego Festiwalu Filmowego w Toronto. 6 października film wyświetlono podczas Międzynarodowego Festiwalu w The Hamptons w stanie Nowy Jork. Nazajutrz, 7 października, obraz trafił do kin na terenie Stanów Zjednoczonych, w ramach dystrybucji ograniczonej. 11 października miał premierę na rynku VOD. 28 października 2016 odbył się seans Blue Jay podczas Międzynarodowego Festiwalu Filmowego w Filadelfii. Film ukazał się na VOD w Niemczech i we Włoszech.

## Odbiór

### Krytyka
Odbiór Blue Jay przez krytyków był pozytywny. Agregujący recenzje filmowe serwis Rotten Tomatoes, w oparciu o dwadzieścia osiem omówień, okazał obrazowi 93-procentowe wsparcie. Analogiczna witryna, Metacritic, wykazała, że sześćdziesiąt dziewięć procent opiniodawców uważa Blue Jay za film udany. Projekt chwalono między innymi za role aktorskie, nostalgiczny klimat oraz naturalny, realistyczny scenariusz.

### Nagrody i wyróżnienia
- 2016, Międzynarodowy Festiwal Filmowy w Filadelfii:
  - nominacja do nagrody Pinkenson w kategorii najlepszy film lokalny (wyróżniony: Alex Lehmann)[3]
- 2016, Międzynarodowy Festiwal Filmowy w Toronto:
  - nominacja do Nagrody Festiwalowej w sekcji prezentacje specjalne (Alex Lehmann)[7]